# Àgata de Catània
Àgata de Sicília o Àgueda (Catània, Sicília, ca. 231-ca. 251) fou una jove, morta a Catània com a màrtir durant els primers temps del cristianisme. És venerada com a santa en tota la cristiandat; la seva festivitat és el dia 5 de febrer.

## Hagiografia

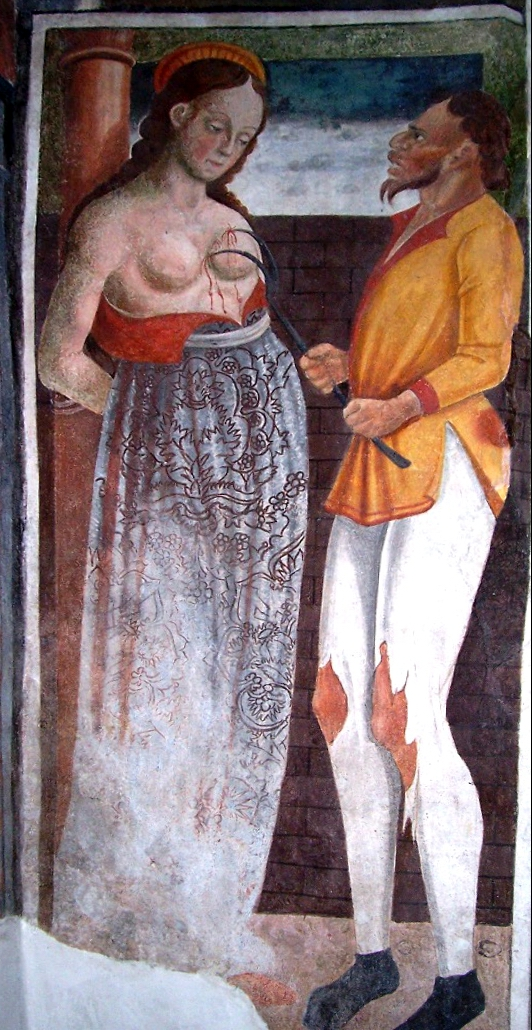
Martiri de santa Àgata, per Giovanni Pietro da Cemmo, 1492 (Esine)

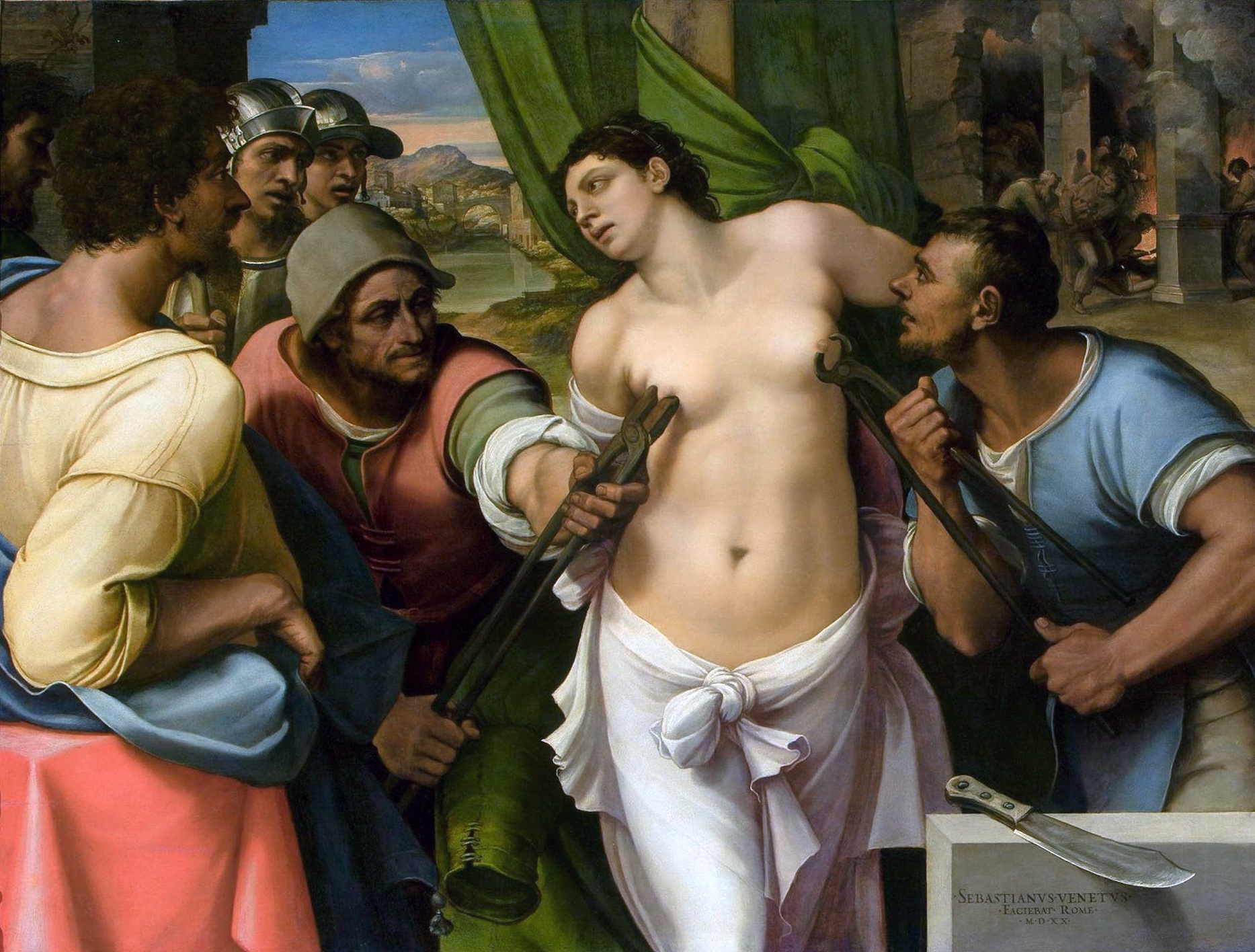
Pintura de Sebastiano del Piombo, 1519 (Florència, Palazzo Pitti)

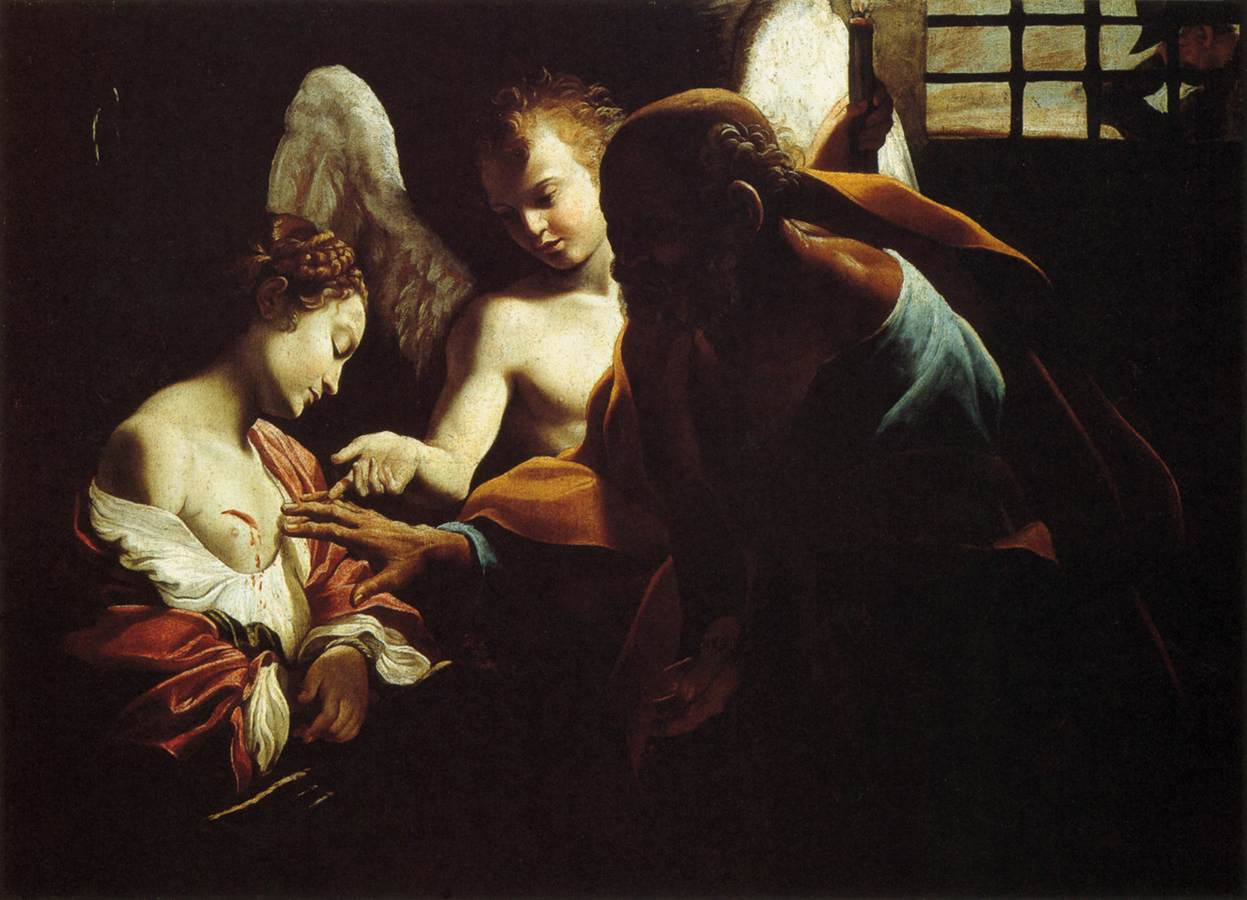
Sant Pere guareix Àgata, ca. 1614, per Giovanni Lanfranco

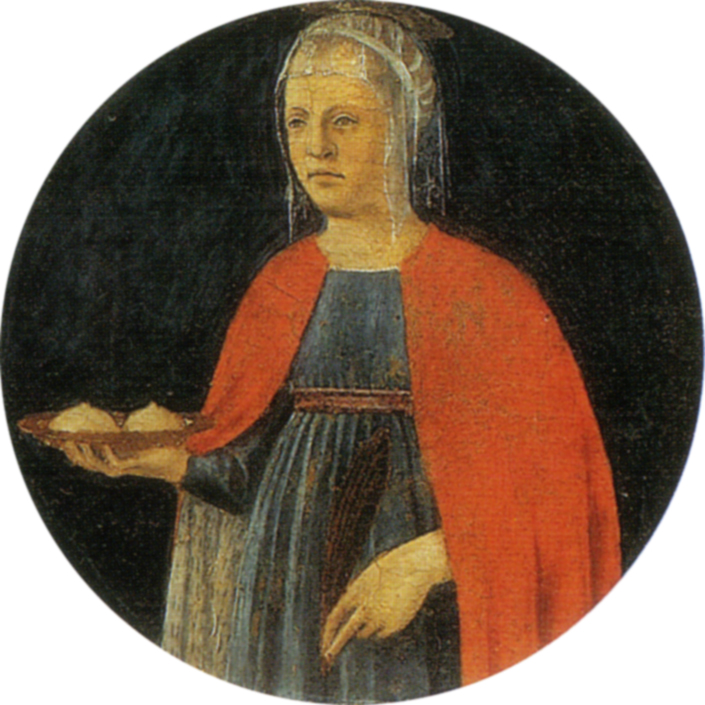
Pintura de Piero della Francesca, 1460-1470

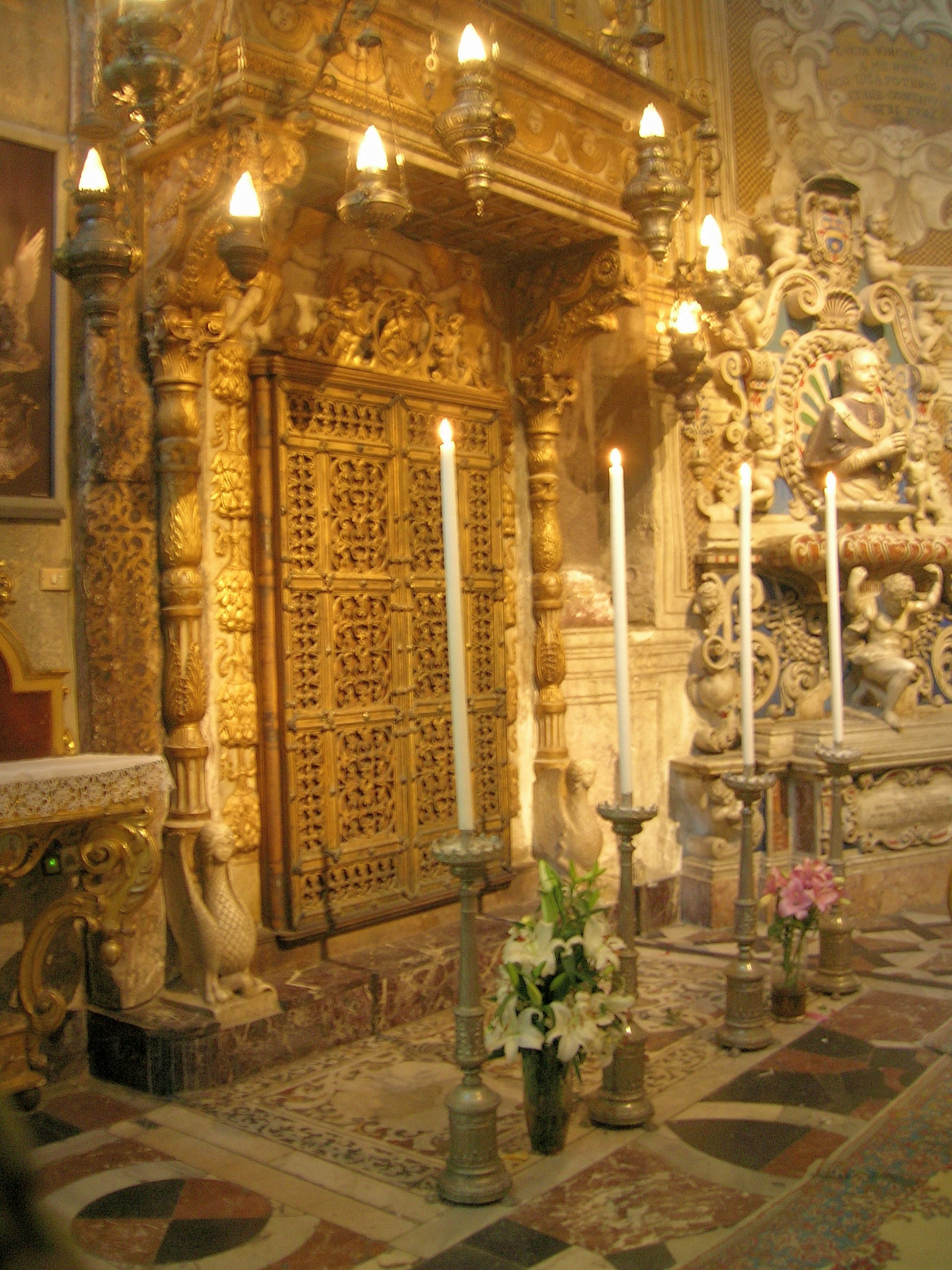
Entrada a la cameredda de la catedral de Catània, on hi ha les relíquies de la santa

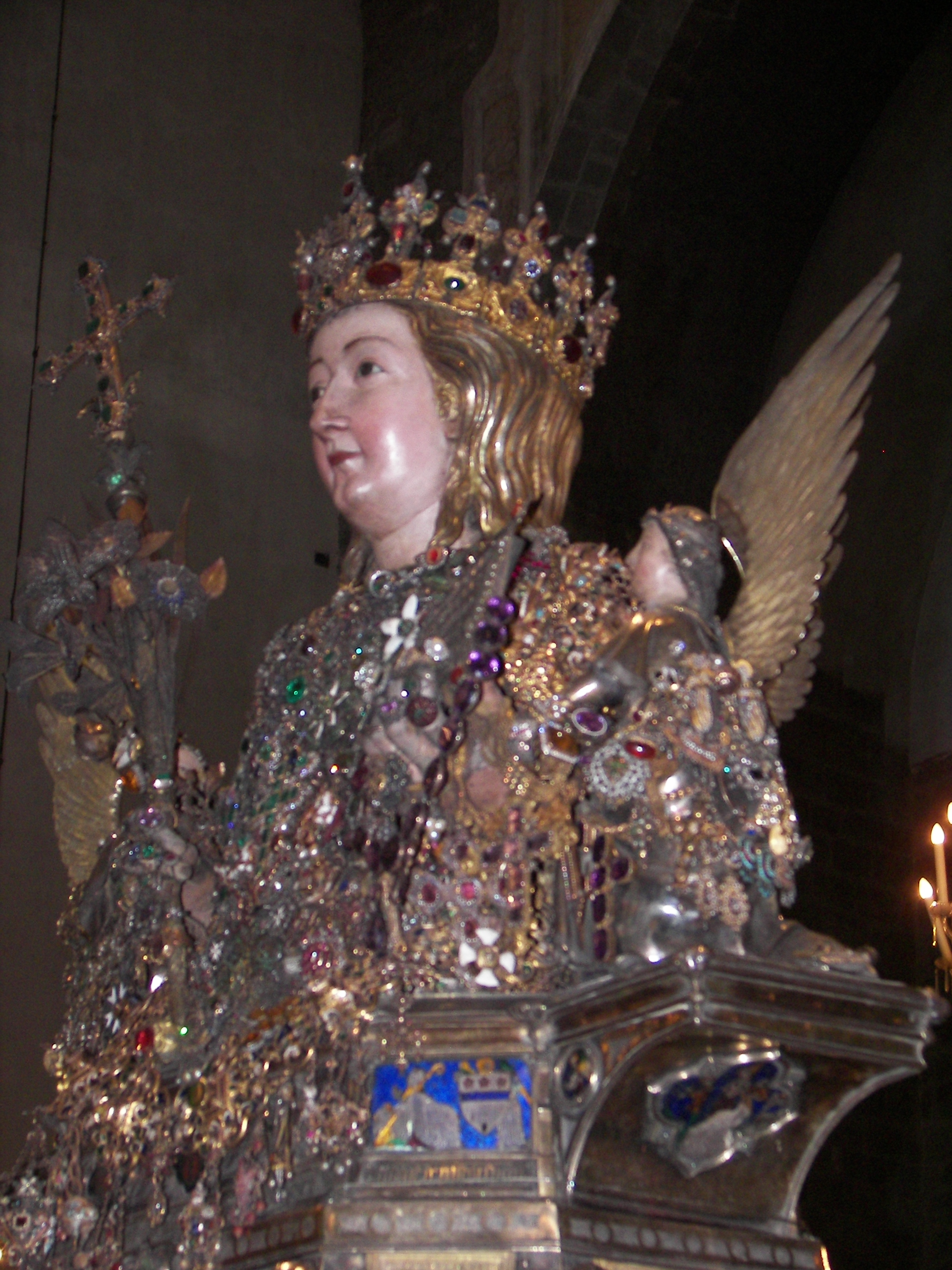
Bust reliquiari a la catedral de Catània

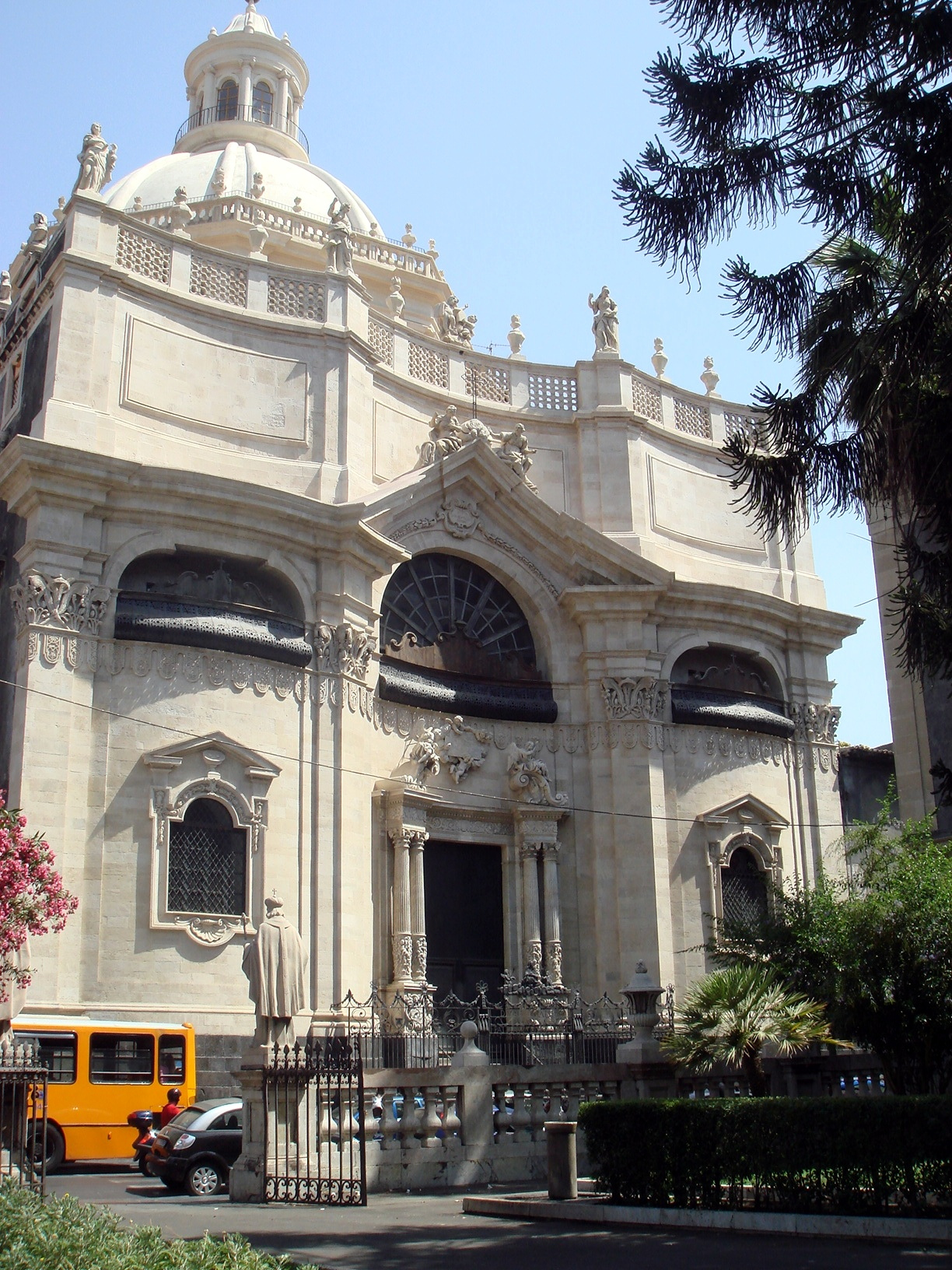
Abadia de S. Agata (Catània), primer lloc d'enterrament de la santa

Se'n coneixen poques dades que puguin donar-se per certes. El nom deriva del grec Αγαθη (Agathe), derivat al seu torn d'αγαθος (agathos), 'bo'. Va néixer a Catània, on va morir cap al 251, durant les persecucions de cristians de Deci. És una de les set dones, fora de la Mare de Déu, commemorades pel nom en el cànon de la missa catòlica.
La seva llegenda escrita prové d'un dels documents més antics dels Acta martyrum (actes dels martiris dels sants), amb les habituals escenes d'interrogatoris, tortures, resistència a la renúncia a la fe i martiri. La més antiga de les recensions posteriors conservades data del segle x.
Segons la Llegenda àuria de Iacopo da Voragine (ca. 1288), Àgata havia consagrat la seva virginitat a Déu i va rebutjar les propostes amoroses d'un prefecte romà, Quincià. Aquest, com a revenja, la va perseguir i la va condemnar per cristiana. Es va negar a fer sacrificis als ídols pagans, fent servir arguments filosòfics i racionals; davant d'això, Quincià la va fer torturar: el turment va consistir a tallar-li les dues mamelles. Sant Pere, però, se li aparegué després a la presó i la va guarir de les ferides.
Després de diversos interrogatoris i turments, va ser condemnada a morir: va ser posada nua sobre un llit de carbó roent. Llavors es va desfermar un terratrèmol que va fer caure un mur sobre els consellers de Quincià i un amic seu que li havia dit que torturessin Àgata. La noia va morir a la presó.

## Veneració
Va ser sebollida a l'abadia di Sant'Agata (Catània), reedificada el 1767 per Giovanni Battista Vaccarini. De l'antiguitat del seu culte són testimonis, a més de la seva presència al cànon de la missa, la inclusió al Martyrologium Hieronymianum del segle vi i al Synaxarion, calendari de l'església de Cartago, de ca. 530. A més, és esmentada en un dels himnes de Venanci Fortunat.
Aviat tingué esglésies dedicades a Roma, com Sant'Agata in via della Lugaretta (Trastevere) i Sant'Agata dei Goti (amb mosaics del 460). També apareix representada entre les dones màrtirs dels mosaics de Sant'Apollinare Nuovo (Ravenna).
Les relíquies de la santa van ser portades a Constantinoble el 1040 pel general romà d'Orient Jordi Maniax. El 1126 dos soldats de l'exèrcit romà d'Orient, però un francès i un altre calabrès, van robar-les per donar-les al bisbe de Catània, i el 17 d'agost de 1126 van dipositar-se a la catedral de Catània. Avui són a l'interior d'un reliquiari d'argent en forma de bust: en són una part del crani, del tòrax i de diversos òrgans. Altres parts (braços i mans, fèmurs, cames i peus, un pit i un vel) són en un altre reliquiari d'argent, també a la catedral. Altres de més petites són repartides en diversos llocs de la cristiandat.
El rei Martí l'Humà es va fer portar de Sicília una relíquia de santa Àgata per a la capella del palau Reial Major de Barcelona. La considerable veneració que es va guanyar va fer que a començaments del segle xvii la capella li fos dedicada: esdevingué capella de Santa Àgata.

## Festivitat i folklore
Considerada patrona de les dones, moltes poblacions fan festes en honor seu. Moltes tenen caràcter carnavalesc i es caracteritzen per la inversió dels papers socials entre homes i dones.
Poden ser una romanalla de les antigues Matronalia romanes, celebracions que commemoraven el rapte de les sabines per part dels romans. Durant aquestes festes, les dones gaudien de plena llibertat i tenien el dret de prendre iniciatives sexuals o agressions envers els homes; les dones assumien els papers dels homes i a la inversa.
La festivitat s'ha celebrat particularment a Catalunya en pobles lleidatans (Seròs, la Granja d'Escarp, Juncosa, Sunyer, Aitona i Sudanell, entre d'altres): les dones s'hi desentenien de les feines casolanes, que eren assumides pels marits; avui hi ha balls, actes solemnes en honor de la santa i àpats col·lectius, i en les festes són les dones les que manen.
A la Ribera d'Ebre, Terra Alta i Priorat la santa és coneguda com a Agda i la festa de les dones és viva en diverses localitats amb l'element comú que les dones manen al poble i els homes es queden a casa o han de servir a les dones durant tot el dia. També es troben governs de dones (amb presa de possessió de l'alcaldessa i regidores), àpats servits pels homes del poble, balls femenins, homenatges a les dones més grans de la població, teatre, processons, campionats de cartes, etc.
El 5 de febrer també era tradició que les dones es posessin alfàbrega als pits i entre els cabells, perquè aquesta planta, diuen, crida l'amor i atreu els casadors. Segons el refrany "Per Santa Àgueda planta l'alfàbrega; dama espavilada, ja la té sembrada; dama garrida, ja la té sortida, i la galana, trasplantada".
Avui santa Àgata és invocada per les dones per demanar-li protecció davant els maltractaments i el càncer de pit.

## Iconografia
Va vestida amb túnica, com una dama romana. Els artistes medievals la van representar vestida com una noble de l'època. Pot mostrar l'atribut genèric de tots els sants màrtirs, la palma, però el seu atribut més característic és un platet o safata on hi ha els dos pits que li van tallar durant el suplici a què va ser sotmesa. També pot mostrar les tenalles que es van fer servir per tallar-li els pits. En alguns llocs santa Àgata és invocada com a protectora contra els focs, els incendis o les cremades, sobretot després d'haver-la invocada amb èxit davant d'una erupció de l'Etna, de manera que també por portar un petit edifici en flames o una teia encesa.
Obresː
- Mosaic que representa la processó de les verges màrtirs a la basílica de Sant Apol·linar el nou (Ravenna).
- Mosaics de l'absis de la catedral de Monreale.
- Bust reliquier de santa Àgata, obra de Giovanni di Bartolo. Segle XIV. Catedral de Catània.[3]
- Retaule de la Mare de Déu amb els sants Àgata, Esteve, Francesc i una santa màrtir. Primer quart del segle xv (MNAC).[4]
- Bancal del retaule major de la catedral de Tarragona, obra de Pere Joan (1426-34).
- Pintura sobre taula atribuïda al mestre d'Osma. Finals del segle xv (Museu d'Història de Barcelona).
- Martiri de santa Àgata, pintura de Sebastiano del Piombo, 1520 (palau Pitti, Florència).[5]
- Pintura de Zurbarán al Museu Fabre de Montpeller.
- Santa Àgata, per Andrea Vaccaro, cap a 1635 (Museu del Prado).
- Martiri de santa Àgata, de Giambattista Tiepolo, 1736 (basílica de Sant Antoni, Pàdua).